# Station Manea
Manea is een spoorwegstation van National Rail in Fenland in Engeland. Het station is eigendom van Network Rail en wordt beheerd door Greater Anglia. 